# Ъпингам
Ъпингам (на английски: Uppingham) е град в Югоизточна Англия, графство Рътланд. Първите сведения за града като населено място датират от 1777 г. Намира се на 10 km на юг от центъра на графството град Оукам. Има жп гара. Население около 3800 жители (2001)